# Scales (South Lakeland)
Scales – przysiółek w Anglii, w Kumbrii, w dystrykcie (unitary authority) Westmorland and Furness. Leży 85 km na południe od miasta Carlisle i 355 km na północny zachód od Londynu.